# Gare de Montchanin
Gare de Montchanin vasútállomás Franciaországban, Montchanin településen.

## Vasútvonalak
Az állomást az alábbi vasútvonalak érintik:
- Nevers-Chagny-vasútvonal
- Coteau-Montchanin-vasútvonal
- Étiveau-Montchanin-vasútvonal

## Kapcsolódó állomások
A vasútállomáshoz az alábbi állomások vannak a legközelebb:
- Gare de Beaune (Gare de Dijon-Ville)
- Gare de Blanzy (Gare de Moulins-sur-Allier)
- Gare de Saint-Léger-sur-Dheune (Gare de Chagny, Nevers-Chagny-vasútvonal)
- Gare du Creusot (Gare de Nevers, Nevers-Chagny-vasútvonal)